# Olympische Sommerspiele 1968/Teilnehmer (Mali)
| Gelbes Symbol für Goldmedaillen mit stilisierten Olympischen Ringen | Graues Symbol für Silbermedaillen mit stilisierten Olympischen Ringen | Braundes Symbol für Bronzemedaillen mit stilisierten Olympischen Ringen |
| ------------------------------------------------------------------- | --------------------------------------------------------------------- | ----------------------------------------------------------------------- |
| —                                                                   | —                                                                     | —                                                                       |

Mali nahm an den Olympischen Sommerspielen 1968 im mexikanischen Mexiko-Stadt mit einer Delegation von zwei männlichen Sportlern an zwei Wettbewerben in zwei Sportarten teil. Jüngster Athlet war Namakoro Niaré (25 Jahre und 133 Tage), ältester Athlet war Soungalo Bagayogo (27 Jahre und 121 Tage).
Es war die zweite Teilnahme Malis an Olympischen Sommerspielen. 

## Teilnehmer nach Sportarten

### Boxen
- Soungalo Bagayogo
  - Halbschwergewicht

Rang 17
Runde eins: Niederlage nach Runden gegen Kurt Baumgartner aus Österreich (2:3 Runden, 293:293 - 60:58, 58:59, 58:60, 59:58, 58:58 (Runde verloren))

### Leichtathletik
Diskuswurf
- Namakoro Niaré
Qualifikation: Gruppe B, 56,60 m, Rang 2, Gesamtrang 15
Versuch eins: ungültig
Versuch zwei: 54,92 m
Versuch drei: 56,60 m